# Sanbuk-myeon, Mungyeong
Sanbuk-myeon (koreanska: 산북면) är en socken i kommunen Mungyeong i provinsen Norra Gyeongsang i den centrala delen av
Sydkorea, 150 km sydost om huvudstaden Seoul.